# Gottfried Heinsius
Gottfried Heinsius, född den 27 april 1709 i Naumburg an der Saale, död den 21 maj 1769 i Leipzig, var en tysk astronom.
Heinsius blev 1734 docent vid universitetet i Leipzig, 1736 professor i astronomi och akademiker vid Sankt Petersburgs universitet och 1743 professor i matematik vid universitetet i Leipzig. 
Heinsius var en flitig iakttagare av kometer och har särskilt offentliggjort värdefulla undersökningar över 1744 års komet. En stor mängd avhandlingar av honom publicerades i Petersburgakademiens handlingar.
Nedslagskratern Heinsius på månen är uppkallad efter honom.